# Tabula rasa (série télévisée)
Pour les articles homonymes, voir Tabula rasa.
Tabula rasa est une série télévisée belge de 2017. Le scénario a été écrit par Malin-Sarah Gozin, Veerle Baetens et Christophe Dirickx. Les réalisateurs sont Kaat Beels et Jonas Govaerts. 

## Scénario
Annemie "Mie" D'Haeze souffre de perte de mémoire depuis un accident. Pour se rappeler des événements qui surviennent, elle prend des notes et dessine les personnes qu'elle rencontre dans un carnet. Elle se retrouve dans un hôpital, sans se rappeler des jours qui précèdent. Un homme, Thomas De Geest, a disparu, et Annemie est la dernière personne à avoir été vue en sa compagnie. Le policier tente alors d'élucider cette disparition avec elle, pendant qu'elle se rappelle peu à peu de son passé.